# Mark Santorelli
Mark Santorelli (Burnaby, 6 agosto 1988) è un ex hockeista su ghiaccio canadese naturalizzato italiano, di ruolo attaccante..

## Carriera

### Giocatore
Dopo aver giocato in alcune formazioni della BCHL Santorelli si trasferì nella Western Hockey League debuttando nella stagione 2006-2007 con i Chilliwack Bruins. Concluse la stagione come miglior marcatore della squadra con 82 punti. Nell'estate del 2007 fu scelto al Draft al quarto giro dai Nashville Predators, in 119ª posizione assoluta. Invece l'anno successivo conquistò il Bob Clarke Trophy come miglior cannoniere della lega grazie ai 101 punti ottenuti in 72 partite. Santorelli stabilì i primati di franchigia dei Chilliwack Bruins per assist, punti e gare giocate.
Nell'aprile del 2008 firmò il contratto entry level con i Predators per poi essere mandato a giocare in American Hockey League nella squadra affiliata dei Milwaukee Admirals. Nella prima stagione transitò brevemente anche in ECHL, per poi ritornare stabilmente nel roster degli Admirals. Mark giocò gran parte della stagione 2009-2010 in squadra con il fratello Mike.
Dopo tre stagioni si trasferì in Europa ingaggiato da una formazione svedese, il Tingsryds AIF. Rimase per una stagione e mezza collezionando 86 presenze e totalizzando 50 punti. Nel gennaio 2013 firmò un contratto valido fino al termine della stagione con il Västerås, altra squadra dell'Hockeyallsvenskan.
Nell'agosto del 2013 fu annunciato come primo ingaggio da parte dell'Hockey Club Bolzano, squadra iscrittasi per la stagione 2013-14 in EBEL, insieme allo statunitense Matt Tomassoni. Con la maglia degli altoatesini vinse la EBEL 2013-2014. Nell'estate di quell'anno lasciò Bolzano per trasferirsi all'EC VSV.

### Allenatore
Nel 2019 è diventato assistente allenatore nella squadra giovanile canadese Burnaby Winter Club Prep, il cui head coach è suo fratello maggiore Mike Santorelli.

## Palmarès

### Club
- Campionato austriaco: 1

Bolzano: 2013-2014

### Individuale
- WHL Bobby Clarke Trophy: 1

2007-2008 (101 punti)
- WHL West Second All-Star Team: 1

2007-2008